# Severní Irsko
Severní Irsko (anglicky Northern Ireland, irsky Tuaisceart Éireann) je jednou ze čtyř zemí Spojeného království Velké Británie a Severního Irska. Rozkládá se v severovýchodní části ostrova Irsko, na jihu a západě hraničí s Irskou republikou. Má rozlohu 13 843 km² a čítá 1 759 500 obyvatel (2008), hlavním a největším městem je Belfast. 
Severní Irsko je tvořeno šesti z devíti hrabství historické provincie Ulster a je tak někdy nepřesně označováno. Označení „Severní Irsko“ je ostatně geograficky také nepřesné, protože nejsevernější místo ostrova Irsko se nachází mimo toto území.
Severní Irsko vzniklo 3. května 1921 oddělením části ostrova, kde většinu obyvatel tvořili potomci britských kolonistů, kteří si přáli zůstat součástí britského království, zatímco zastánci samostatného Irska (1922) tvořili menšinu. Napětí mezi různými skupinami, které lze zjednodušeně rozdělit na probritské protestanty (loajalisté, unionisté) a na proirské katolíky (republikáni, nacionalisté), vyústilo ve vleklý severoirský konflikt. Násilnosti a terorismus v zásadě ukončila až Velkopáteční dohoda z roku 1998, ale křehkost tohoto smíru se opět projevila ve sporech o irskou (resp. irsko-britskou) hranici, která se po brexitu stala vnější hranicí Evropské unie.

## Dějiny
Stejně jako ostatní Irsko byla i tato oblast obývána od starověku Kelty. Ti se v 5. století začali stěhovat do severních oblastí Británie, kde založili svá království, která posléze ovládla celé dnešní území Skotska i další oblasti. V období 9.–11. století Irsko silně zpustošily vikinské nájezdy, ty ale na rozdíl od Anglie nikdy nepřešly v nějaké významné osídlení ostrova.
Od 12. století byla především oblast na severovýchodě ostrova pod vlivem Anglie, sem také od 16. století směřovala silná imigrace anglických, a především skotských presbyteriánů, kteří získali postupně ve čtyřech hrabstvích (Antrim, Armagh, Down a Londonderry) většinu a ve dvou dalších silnou menšinu (Tyrone a Fermanagh); pouze ve třech zbývajících hrabstvích provincie Ulster (Cavan, Donegal a Monaghan) měli nakonec většinu irští katolíci. Unionisté (tedy stoupenci unie s vlastní Británií) pak odmítali autonomii Irska, resp. jeho nezávislost, o níž usilovala většina Irů.
Území bylo Brity postupně ovládnuto. Zákonem o unii z roku 1800 došlo ke spojení Království Velké Británie s Irským královstvím pod novým názvem Spojené království Velké Británie a Irska.
Po úspěchu ve volbách v roce 1918 vytvořila strana Sinn Féin vlastní irský parlament Dáil Éireann, který v lednu 1919 vyhlásil nezávislou Irskou republiku. Následovala v letech 1919–1921 irská válka za nezávislost, během které došlo britským zákonem z roku 1920 k rozdělení Irska na Severní a Jižní. Mírová anglo-irská dohoda byla podepsána až po mnohaměsíčních jednáních 6. prosince 1921. Na základě dohody byl 6. prosince 1922 vyhlášen Irský svobodný stát, který Severní Irsko hned následující den 7. prosince 1922 z rozhodnutí severoirského parlamentu opustilo. 
Severní Irsko tak zůstalo součástí království, které získalo nový oficiální název Spojené království Velké Británie a Severního Irska. Vláda Irska to oficiálně nikdy neuznala (pouze de facto roku 1985). Dodnes tu panuje složitá společenská situace, kterou eskalovaly militantní teroristické skupiny z obou táborů, a teprve roku 1994, resp. 1998 bylo podpisem Belfastské smlouvy („Velkopáteční dohoda“) vyhlášeno příměří (oběma stranami ovšem porušované).
Otázka Severního Irska se znovu dostala do popředí po referendu o brexitu v roce 2016. Díky volnému pohybu uvnitř EU byl Irský ostrov prakticky sjednocený; vytvoření „tvrdé“ hranice mezi unijním Irskem a neunijním Severním Irskem by bylo porušením Belfastské dohody a nepřijatelné pro irské nacionalisty. V rámci brexitových vyjednávání byl proto domluven Protokol,
který Severní Irsko zavazuje dodržovat některé předpisy EU, aby mohlo zůstat součástí Evropského jednotného trhu a zachovat „neviditelnou“ hranici s Irskem. Toto řešení však naopak nevyhovuje unionistům, protože zemi částečně podřizuje EU a vytváří faktickou hranici mezi ní a zbytkem království.

## Zemské symboly

### Vlajka
Severoirská vlajka je zároveň britskou vlajkou, jedinou oficiální vlajkou užívanou v Severním Irsku. V letech 1953–1973 byl jako severoirská vlajka užíván tzv. The Ulster Banner, avšak se zrušením autonomie Severního Irska vlajka ztratila oficiální status. Nadále je ale užívána jako symbol severoirských loajalistů a unionistů.

### Hymna
Během sportovních akcí, kdy je třeba zahrát hymnu některé ze zemí Spojeného království, se hrají písně, které však nemají uzákoněn oficiální status. Pro Severní Irsko to jsou: God Save the King (Britská hymna) nebo Ireland's Call.

## Geografie

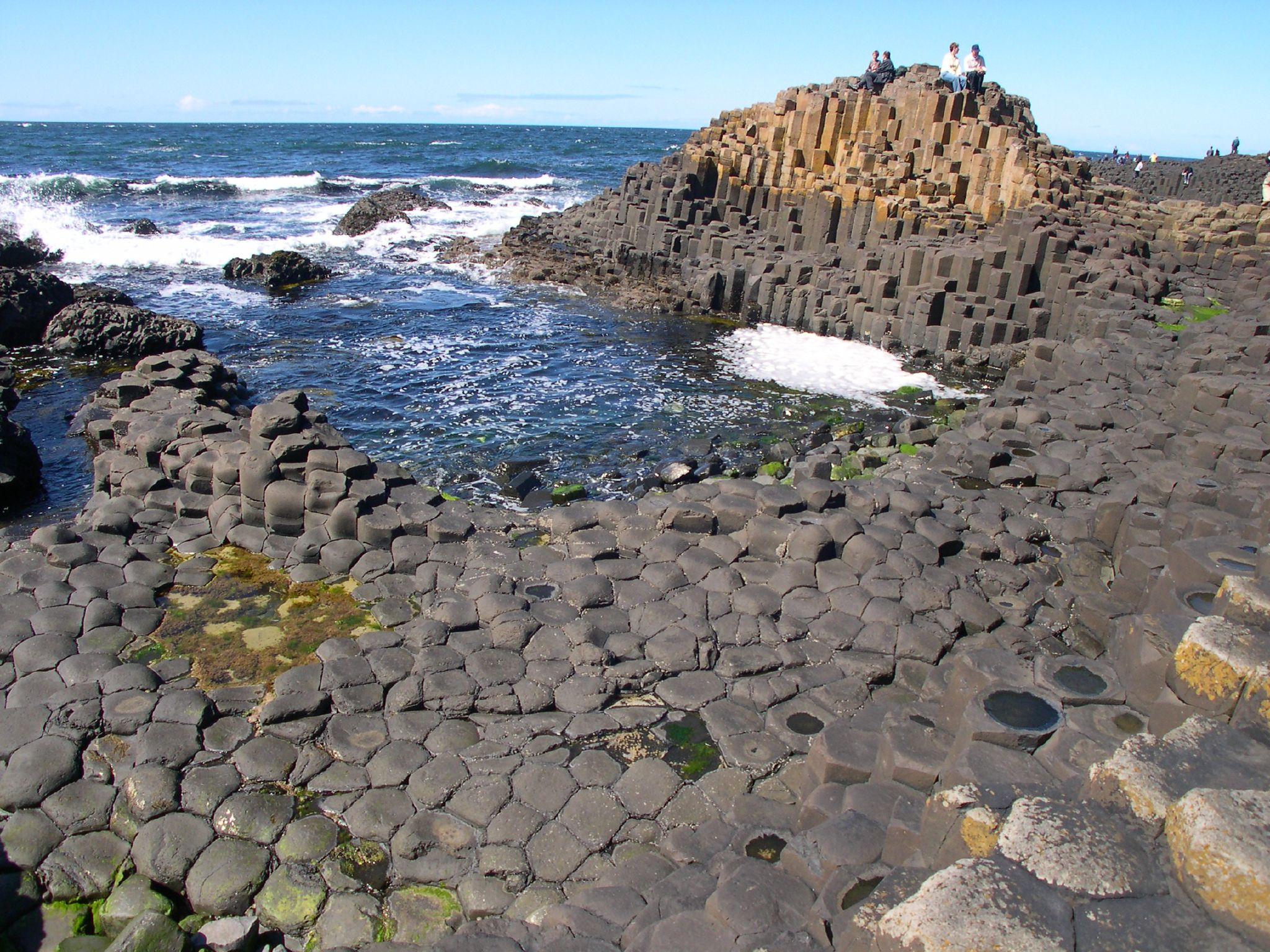
Giant's Causeway

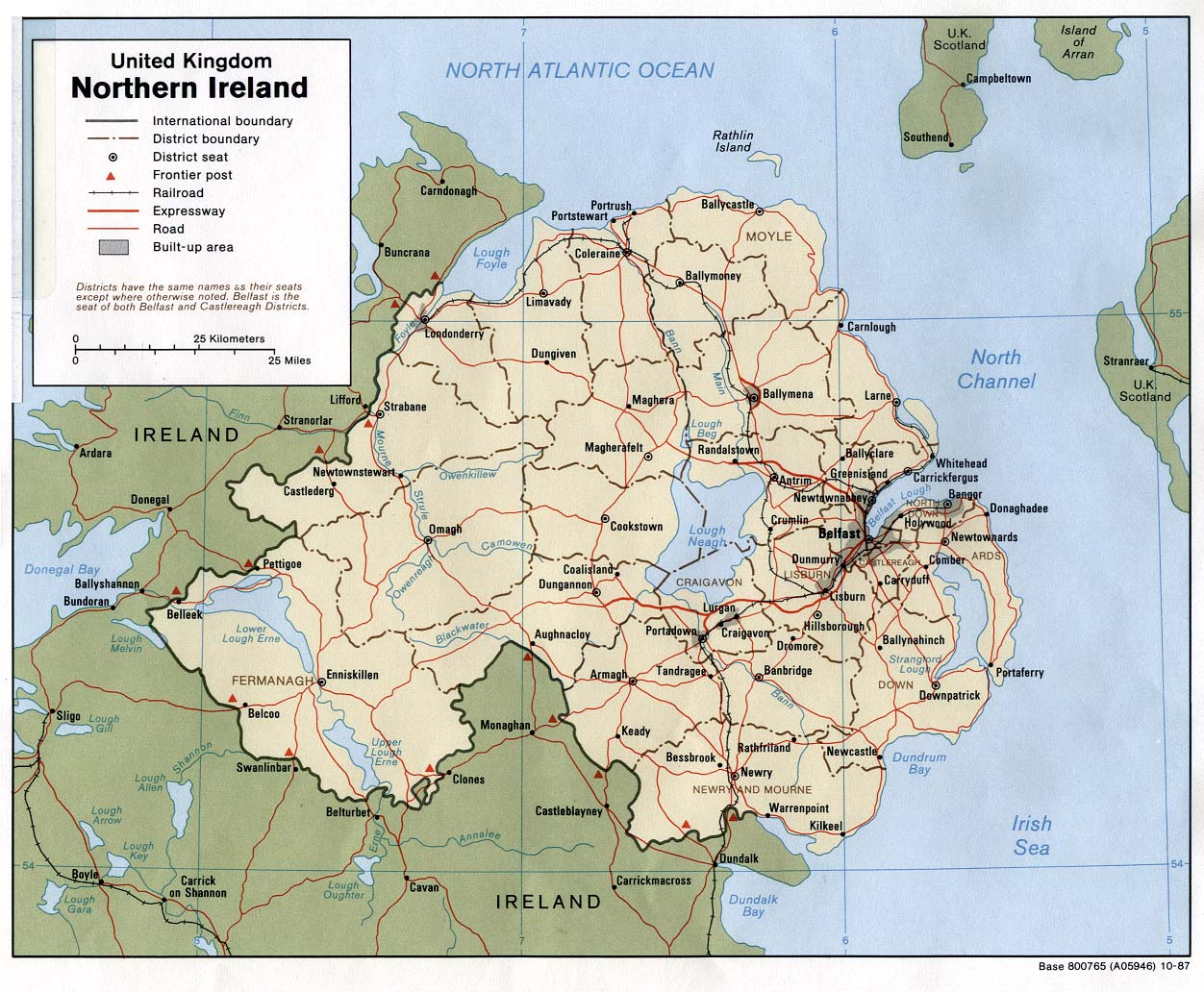
Mapa Severního Irska

Severní Irsko se nachází na severovýchodě ostrova Irsko, přičemž paradoxně nezahrnuje nejsevernější, ale nejvýchodnější bod ostrova. Na západním okraji se na pouhých 7 km přibližuje k pobřeží Atlantiku, samo je omýváno na severu a východě Severním průlivem a na jihovýchodě Irským mořem. Je vzdáleno asi 20 km od pobřeží Skotska (poloostrov Kintyre) a 50 km od ostrova Man.
Území Severního Irska bylo po většinu poslední doby ledové kryto ledovcem.
Jezero Lough Neagh je největším sladkovodním jezerem celého irského ostrova a Britských ostrovů vůbec. Jeho rozloha je 392 km². Druhý největší jezerní systém tvoří Horní a Dolní jezero Lough Erne v hrabství Fermanagh. Největším ostrovem Severního Irska je ostrov Rathlin u pobřeží hrabství Antrim. Zátoka Strangford Lough je největší zátokou Britských ostrovů a zaujímá plochu asi 150 km².
Pohoří Sperrin Mountains představuje významnou vrchovinu (pokračování Kaledonských hor) s rozsáhlými zásobami zlata, doplněnou žulovými Mourne Mountains a čedičovou plošinou Antrim. Žádné z těchto pohoří není dramaticky vysoké, nejvyšším bodem Severního Irska je Slieve Donard v pohoří Mournes, s výškou 848 m n. m. Vulkanická činnost, která vytvořila plošinu Antrim, zformovala také sloupy na pobřeží hrabství Antrim, které se nazývají Obrův chodník (Giant's Causeway).
Velmi úrodná oblast se nachází především kolem řek Bann, Foyle a Blackwater. Většina kopcovité oblasti je využívána pro pastevectví.
Údolí řeky Lagan dominuje Belfast, který spolu s okolím zahrnuje jednu třetinu populace severního Irska.
Celé Severní Irsko má mírné přímořské podnebí, které je vlhčí na západě, ačkoliv oblačnost je častá v celé oblasti. Počasí je nevyzpytatelné po celý rok. Vlhké klima a odlesňování v 16. a 17. století zanechaly Severní Irsko pokryté zelenou (konopnou) trávou.

## Správní dělení
Severní Irsko se skládá ze šesti hrabství, ačkoliv pro správní účely se již nepoužívají:
- hrabství Antrim
- hrabství Armagh
- hrabství Down
- hrabství Fermanagh
- hrabství Londonderry (také nazývané jen „Derry“)
- hrabství Tyrone

Od roku 2015 se území Severního Irska dělí na 11 distriktů, které mají odlišné hranice než hrabství, dokonce i v případě, že jsou po hrabství pojmenované.
Městský status má v Severním Irsku 5 sídel:
- Armagh
- Belfast
- Londonderry (neoficiálně též „Derry“)
- Lisburn
- Newry